# Soke of Peterborough

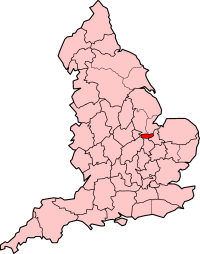
Die ehemalige Grafschaft Soke of Peterborough (1888–1965)

Der Soke of Peterborough ist ein Gebiet in England, das traditionell mit der Stadt Peterborough in Verbindung gebracht wurde, aber ein Teil der Grafschaft Northamptonshire war.
Als im Jahre 1888 die Grafschaftsräte eingerichtet wurden, wurde Soke of Peterborough eine eigenständige Grafschaft. 1965 wurde es mit der kleinen benachbarten Grafschaft Huntingdonshire vereinigt, um eine brauchbarere Verwaltungseinheit zu bilden. 1974 wurde das Gebiet der Grafschaft Cambridgeshire zugeordnet.
Heute bildet das Gebiet – im Groben in seinen historischen Grenzen – eine Unitary Authority, siehe City of Peterborough.